# Gisborne
Gisborne (en maorí: Turanga-nui-a-Kiwa) és una ciutat en el nord-est de Nova Zelanda, és el major assentament en la Regió de Gisborne.
Està situada en la desembocadura del riu Turanganui a Poverty Bay, té una població aproximada de 34.300 habitants i és el centre administratiu de l'entitat unitària de Gisborne, així com de la regió de Gisborne i el districte de Gisborne.

## Geografia

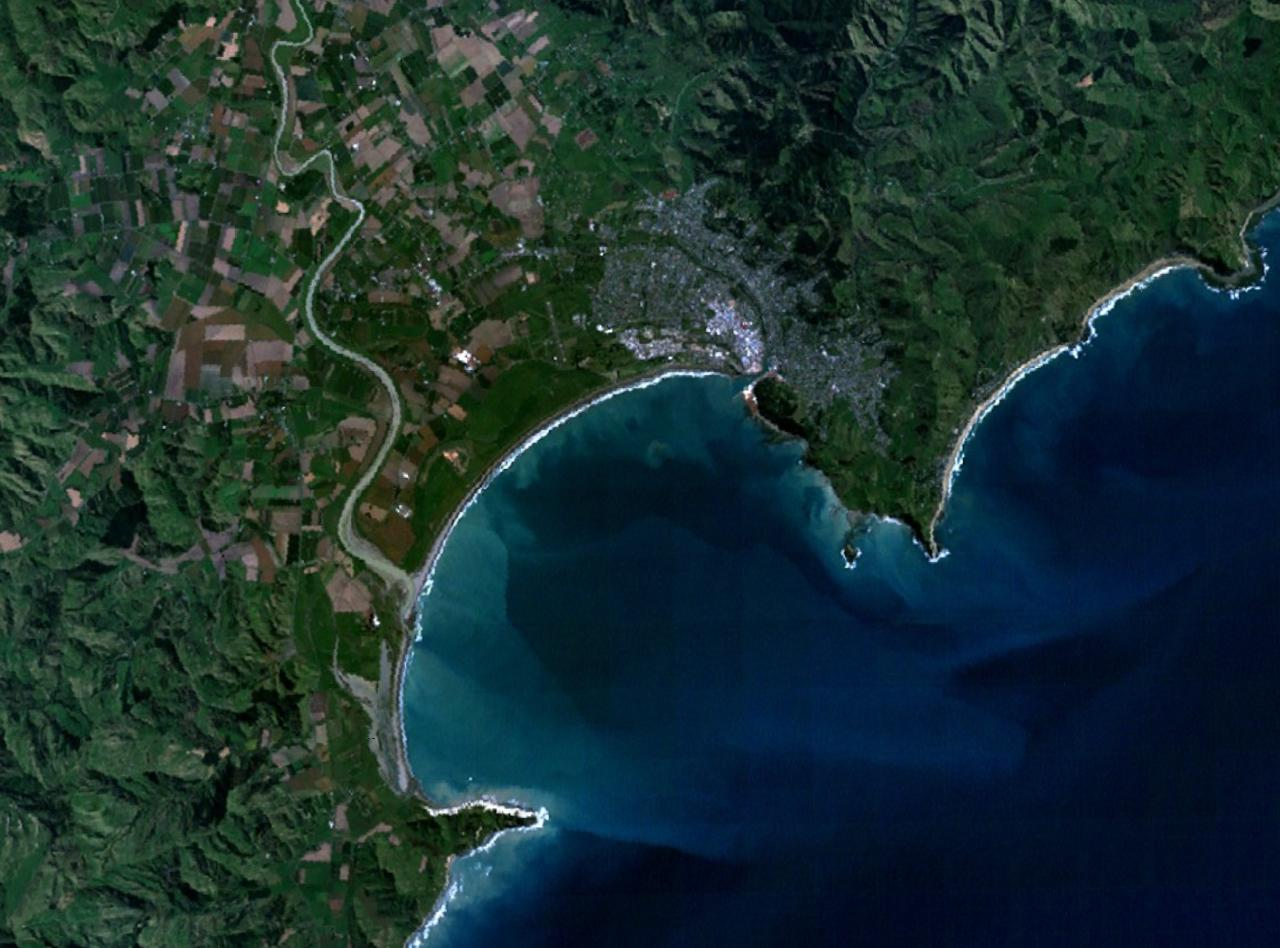
Foto de Gisborne feta per una avió a molta altitud gràcies a l'organització de la NASA.

La ciutat de Gisborne es troba en l'extrem nord de Poverty Bay. El promontori de penya-segats blancs en l'altre extrem de la badia anomenats Young Nick's Head són visibles des de la ciutat. El nom maorí dels penya-segats és Et Kuri-a-Paoa, que significa el gos de Paoa.